# NGC 452
NGC 452 je galaksija u zviježđu Ribe.

## Vanjske poveznice
- SEDS: NGC 452